# Capilla de la Venerable Orden Tercera (Santa Cruz de Tenerife)

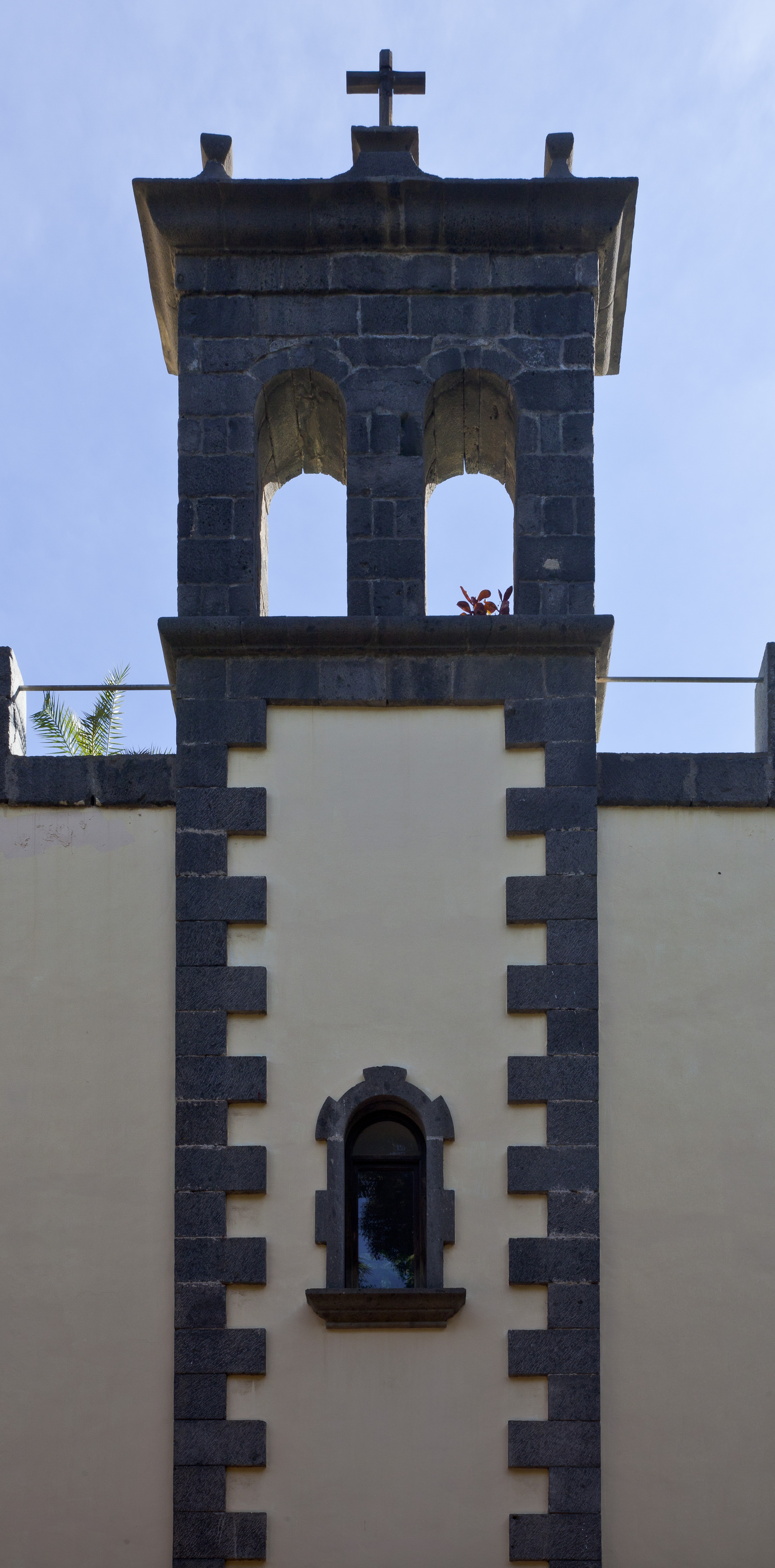
Detalle del campanario

La capilla de la Venerable Orden Tercera es una capilla situada detrás de la Iglesia de San Francisco de Asís y junto a la Plaza del Príncipe en la ciudad de Santa Cruz de Tenerife (Islas Canarias, España).

## Historia
En 1760 fue donado el terreno por los franciscanos para el asentamiento de la Orden Tercera Seglar Franciscana, debido a que éstos no se la podían permitir. La capilla fue fundada en el año 1763 por varias familias irlandesas que llegaron a Tenerife huyendo de la persecución desatada contra los católicos durante el reinado de Isabel I de Inglaterra. Hay historiadores que afirman que la cruz de madera de ébano con incrustaciones de nácar que se conserva en esta capilla, la llevaba María Estuardo cuando fue decapitada.

## Arte sacro
La talla más destacable y la que preside la capilla es la imagen del Señor de la Oración en el Huerto (del siglo XVIII y de procedencia andaluza), considerada como una de las mejores piezas de la Semana Santa de la ciudad. La imagen del Señor de la Oración en el Huerto procesiona cada año el Lunes Santo por la noche, en esta procesión la imagen se encuentra con las imágenes del Señor de la Humildad y Paciencia (procedente de la Iglesia Matriz de la Concepción) y el Señor atado a la Columna (procedente de la Iglesia de San José). Los tres pasos procesionales procesionan juntos por las calles de la ciudad, hasta que cada uno regresa a su iglesia. El Viernes Santo vuelve a procesionar el Señor de la Oración en el Huerto en la tarde-noche durante la Procesión Magna Interparroquial del Santo Entierro de Cristo, en la cual va acompañado por otras imágenes de la Semana Santa de la ciudad.
El templo además conserva otras valiosas imágenes tales como; San Francisco de Asís, el Sagrado Corazón de Jesús, San Antonio de Padua y San José de Nazaret, entre otras. En esta capilla se celebró en 1808 la elección de los regidores de Santa Cruz, que participaron, en representación de la villa, en una sesión extraordinaria del Cabildo en la que se constituyó la Junta Suprema de Canarias ante los graves sucesos que estaban ocurriendo debido a la invasión napoleónica. También aquí se celebraron las elecciones de los Diputados a las Cortes de Cádiz de 1812.